# Coupe romande de football
La Coupe romande est un tournoi de football annuel opposant les équipes de première et deuxième division de Suisse romande durant la période hivernale. Elle est organisée entre 1961,, et 1965.

## Histoire
L'idée de cette nouvelle compétition vient de l'entraîneur de Servette et s'inspire de la Coupe tessinoise. Elle est adoptée le 8 janvier 1961 par les présidents et entraîneurs de neuf clubs romands (Servette, Lausanne, Urania Genève, Yverdon, Vevey, Sion, Martigny, Cantonal Neuchâtel et Fribourg) réunis à Lausanne.
En 1964, sept équipes de première ligue sont intégrées à la compétition.
L'édition 1967 est annulée faute d'un nombre suffisant de participants.

## Palmarès

### Palmarès par édition
| N° | Édition | Vainqueur          | Score de la finale  | Finaliste            | Lieu de la finale              | Affluence |
| -- | ------- | ------------------ | ------------------- | -------------------- | ------------------------------ | --------- |
| 1  | 1961    | Servette FC        | 7 – 0               | FC Fribourg          | Stade Saint-Léonard (Fribourg) | 3 000     |
| 2  | 1962    | FC Lausanne-Sports | Finale non disputée | FC La Chaux-de-Fonds | –                              | –         |
| 3  | 1963    | FC Porrentruy      | 5 – 3 ap            | Urania Genève Sport  | Stade du Tirage (Porrentruy)   | 2 000     |
| 4  | 1964    | Servette FC (2)    | 5 – 1               | FC Porrentruy        | Stade du Tirage (Porrentruy)   | 1 500     |
| 5  | 1965    | Servette FC (3)    | 3 – 1 ap            | FC Sion              | Stade de Frontenex (Genève)    | 3 000     |

### Palmarès par club
| Rang | Club                 | Titres (éditions)              | Finales perdues (éditions) |
| ---- | -------------------- | ------------------------------ | -------------------------- |
| 1    | Servette FC          | 3 (1961, 1964, 1965)           | 0                          |
| 2    | FC Porrentruy        | 1 (1963)                       | 1 (1964)                   |
| 3    | FC Lausanne-Sports   | 1 (1962 : Finale non disputée) | 0                          |
| 3    | FC La Chaux-de-Fonds | 1 (1962 : Finale non disputée) | 0                          |
| 4    | FC Fribourg          | 0                              | 1 (1961)                   |
| 4    | Urania Genève Sport  | 0                              | 1 (1963)                   |
| 4    | FC Sion              | 0                              | 1 (1965)                   |